# Heuschrecke 10
O Heuschrecke 10 foi um tanque de artilharia autopropelido do exército da Alemanha Nazista, era um protótipo desenvolvido pela empresa Krupp-Gruson que foi utilizado de 1943 até 1944 com apenas três tanques. Feito a partir do chassis do Panzer IV o Heuschrecke 10, que mais tarde foi alterado para o chassis do Geschützwagen IV desenvolvido para o Hummel. Sua torre do canhão era removível e podia ser utilizada com um simples canhão de artilharia.

## Referência
- Wikipédia anglófona - Heuschrecke 10